# Barcouço
Barcouço is een plaats (freguesia) in de Portugese gemeente Mealhada en telt 2147 inwoners (2001).